# Drag the Waters
Drag the Waters è un singolo del gruppo musicale statunitense Pantera, pubblicato nel 1996 come primo estratto dall'album The Great Southern Trendkill, e riproposto nelle due raccolte del gruppo, The Best of Pantera: Far Beyond the Great Southern Cowboys' Vulgar Hits e Reinventing Hell: The Best of Pantera, entrambe del 2003.

## Descrizione
that meets the eye. To reach

the depths of truth, we must...

DRAG THE WATERS»
che incontra l'occhio. Per raggiungere

le profondità della verità, dobbiamo...

TRASCINARE LE ACQUE»
("Drag the Waters", Pantera)
Il significato del brano si può già capire dall'introduzione del video musicale. Il brano descrive di come dovresti andare più in fondo in una persona per scoprire chi è veramente, tutto ciò paragonato al "trascinare le acque". Si può anche capire bene nei versi: "But in the back of his mind, he well knows what he'd find, if he looked a little deeper in you" ("Ma in fondo nella sua mente, sa bene cosa troverebbe, se guardasse un po' più a fondo in te"), oppure nel ritornello: "Drag the waters some more, like never before" ("Trascina le acque ancora un po', come mai prima d'ora"). Inoltre, Drag the Waters è uno dei pochi brani del gruppo ad avere uno stile violento dato dallo sludge metal, oppure ad essere accordata in C# Standard.